# Aubigny-Les Clouzeaux
Aubigny-Les Clouzeaux ist eine französische Gemeinde mit 7129 Einwohnern (Stand 1. Januar 2022) im Département Vendée in der Region Pays de la Loire; sie ist Teil des Arrondissements La Roche-sur-Yon, des Kantons La Roche-sur-Yon-2 und des Kommunalverbandes La Roche-sur-Yon Agglomération. Die Einwohner werden Aubino-Cluzéliens genannt.
Aubigny-Les Clouzeaux wurde als Commune nouvelle zum 1. Januar 2016 aus den ehemaligen Gemeinden Aubigny und Les Clouzeaux gebildet.

## Gliederung
| Ortsteil                    | ehemaliger INSEE-Code | Fläche (km²) | Einwohnerzahl (2016) |
| --------------------------- | --------------------- | ------------ | -------------------- |
| Aubigny (Verwaltungssitz)00 | 85008                 | 25,79        | 3717                 |
| Les Clouzeaux               | 85069                 | 26,49        | 2713                 |

## Geografie
Aubigny-Les Clouzeaux liegt wenige Kilometer südwestlich von La Roche-sur-Yon. An der nordöstlichen Gemeindegrenze verläuft das Flüsschen Ornay. Umgeben wird Aubigny-les-Clouzeaux von den Nachbargemeinden Venansault im Norden und Nordwesten, La Roche-sur-Yon im Norden und Nordosten, Nesmy im Osten, La Boissière-des-Landes im Süden und Südosten, Nieul-le-Dolent im Süden und Südosten, Sainte-Flaive-des-Loups im Westen sowie Landeronde im Nordwesten.

## Sehenswürdigkeiten
Siehe: Liste der Monuments historiques in Aubigny-Les Clouzeaux

## Gemeindepartnerschaft
Es bestehen eine Gemeindepartnerschaft zu
- Schwanfeld (Bayern), seit Mai 1989